# Mao Dun
Mao Dun (chino: 茅盾, pinyin: Máo Dùn, Wade-Giles: Mao Tun) (Tongxiang, China; 4 de julio de 1896 - Pekín; 27 de marzo de 1981) fue un escritor chino contemporáneo, uno de los principales escritores en idioma chino del siglo XX. 
Vinculado desde su fundación al Partido Comunista Chino, se le considera un representante del realismo socialista chino. Su principal obra es la novela Medianoche, historia de estilo naturalista sobre la sociedad capitalista del Shanghái de principios del siglo XX.

## Nombre
Su nombre real era Shěn Déhóng (沈德鴻 / 沈德鸿), y su nombre de cortesía zì era Shěn Yànbīng (沈雁冰). Como escritor utilizó el seudónimo Máo Dùn, pronunciado igual que la palabra china "contradicción" (矛盾), aunque reemplazando el primer carácter 矛 por el homófono 茅. A veces su nombre aparece escrito en pinyin como Maodun, lo cual resalta el hecho de que las dos sílabas forman el seudónimo de manera inseparable. No se trata, pues, de un apellido y un nombre de pila, como en otros nombres chinos, sino que se debe usar siempre la forma completa.

## Biografía

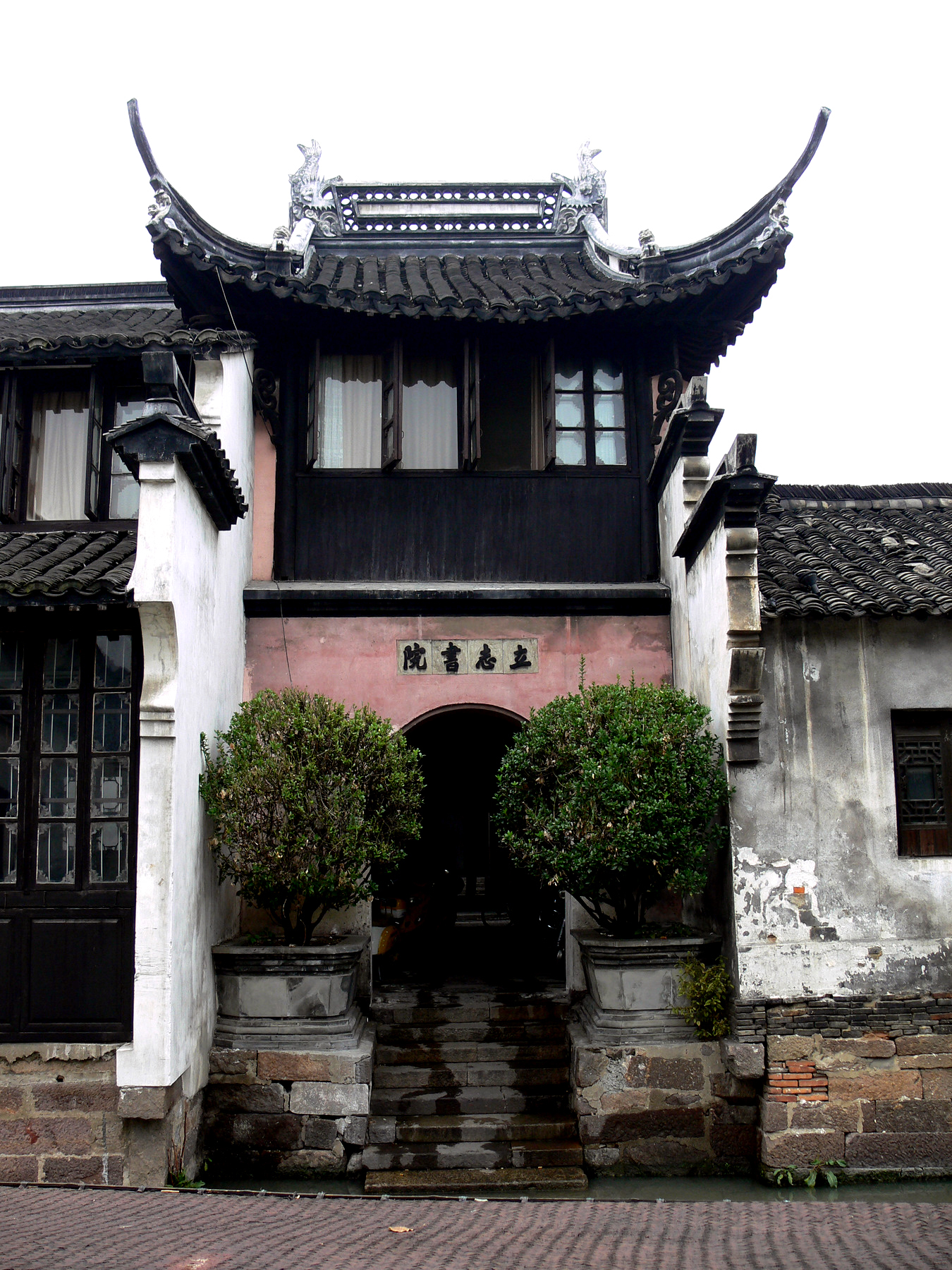
La escuela primaria Lizhi donde Mao Dun estudió en Wuzhen

Nació en el condado de Tongxiang, en la provincia de Zhejiang. Su padre se encarga de su educación en los primeros años de su vida, hasta que fallece cuando el pequeño Shen Dehong tenía diez años de edad. Su madre continúa la educación del joven hasta que éste se traslada a Hangzhou para realizar estudios secundarios. En esta época ya había leído un gran número de obras clásicas chinas que influirán en su estilo literario futuro. En 1913 se va a Pekín, donde ingresó en una escuela preparatoria para acceder a la Universidad de Pekín, aunque no llegó a completar sus estudios. Tras esa etapa en Pekín, se traslada a Shanghái, donde comienza a trabajar en la editorial La Prensa Comercial (商務印書館 / 商务印书馆 Shāngwù Yìnshū Guǎn).
En Shanghái comienza a escribir artículos en la Revista de Estudiantes (學生雜誌 / 学生杂志 Xuésheng Zázhì). Participó en el Movimiento del Cuatro de Mayo de 1919, que marcaría el inicio de una nueva época en la cultura y, en particular, en la literatura china. A partir de 1920 se hace cargo de la Revista Mensual de Ficción (小說月報 / 小说月报 Xiǎoshuō Yuèbào), una de las principales revistas literarias chinas de la época, que publicará numerosas traducciones de escritores occidentales, y de la que será editor hasta 1923. En 1921 participó en la fundación del Partido Comunista de China junto a comunistas históricos chinos como Chen Duxiu y Li Dazhao. Desde entonces, su figura estará ligada a la del partido. 
En 1923, con motivo de la visita que iba a realizar a China al año siguiente, escribió una dura diatriba contra el escritor indio Rabindranath Tagore, denunciando su orientalismo: «Estamos decididos a no dar la bienvenida a Tagore que canta a voz en grito las alabanzas de la civilización oriental. Oprimidos como estamos por los militaristas desde dentro del país, y por los imperialistas desde fuera, no es momento de ensoñaciones».
En 1925 publica un ensayo muy influyente en el desarrollo de la literatura revolucionaria comunista: Sobre el Arte Literario del Proletariado. Entre 1926 y 1928 participó en la Expedición del Norte del gobierno nacionalista de Chiang Kai-shek. En ese momento, el gobierno nacionalista estaba colaborando con el Partido Comunista, pero cuando Chiang Kai-shek consolida su poder, lanza una campaña de represión contra los comunistas, y Mao Dun se ve obligado a huir a Japón. Volvió a China en 1930, y se unió a la Liga de Escritores de Izquierda fundada ese mismo año.
Su época más prolífica como escritor se desarrolló entre 1927 y 1933. En ese periodo se publicaron sus obras más conocidas. Entre 1927 y 1928 publicó tres relatos breves, Desvanecerse, Agitar y Buscar, agrupados como trilogía bajo el título Eclipse. En 1930, se publica su novela Arco Iris, que narra la historia de una mujer de clase alta que se une al movimiento revolucionario. En 1932, se publican sus relatos La Tienda de la Familia Lin y "Gusanos de seda de primavera". En 1933, se publica su obra maestra Medianoche, una novela de estilo naturalista en la que se resalta la crueldad de los empresarios de Shanghái hacia los trabajadores.
Tras declararse la guerra sinojaponesa, Mao Dun abandona Shanghái en 1938. Durante los años siguientes, residirá en diversas partes de China, pasando sucesivamente por Changsha, Wuhan, Cantón, Xinjiang, Yan'an, Chongqing, Hong Kong y Guilin. En Wuhan y Hong Kong, participó en la edición de varias publicaciones literarias.
Tras la derrota japonesa en 1945, Mao Dun continuó su apoyo al Partido Comunista Chino, en plena guerra civil contra el Kuomintang, y visitó la Unión Soviética en 1946.

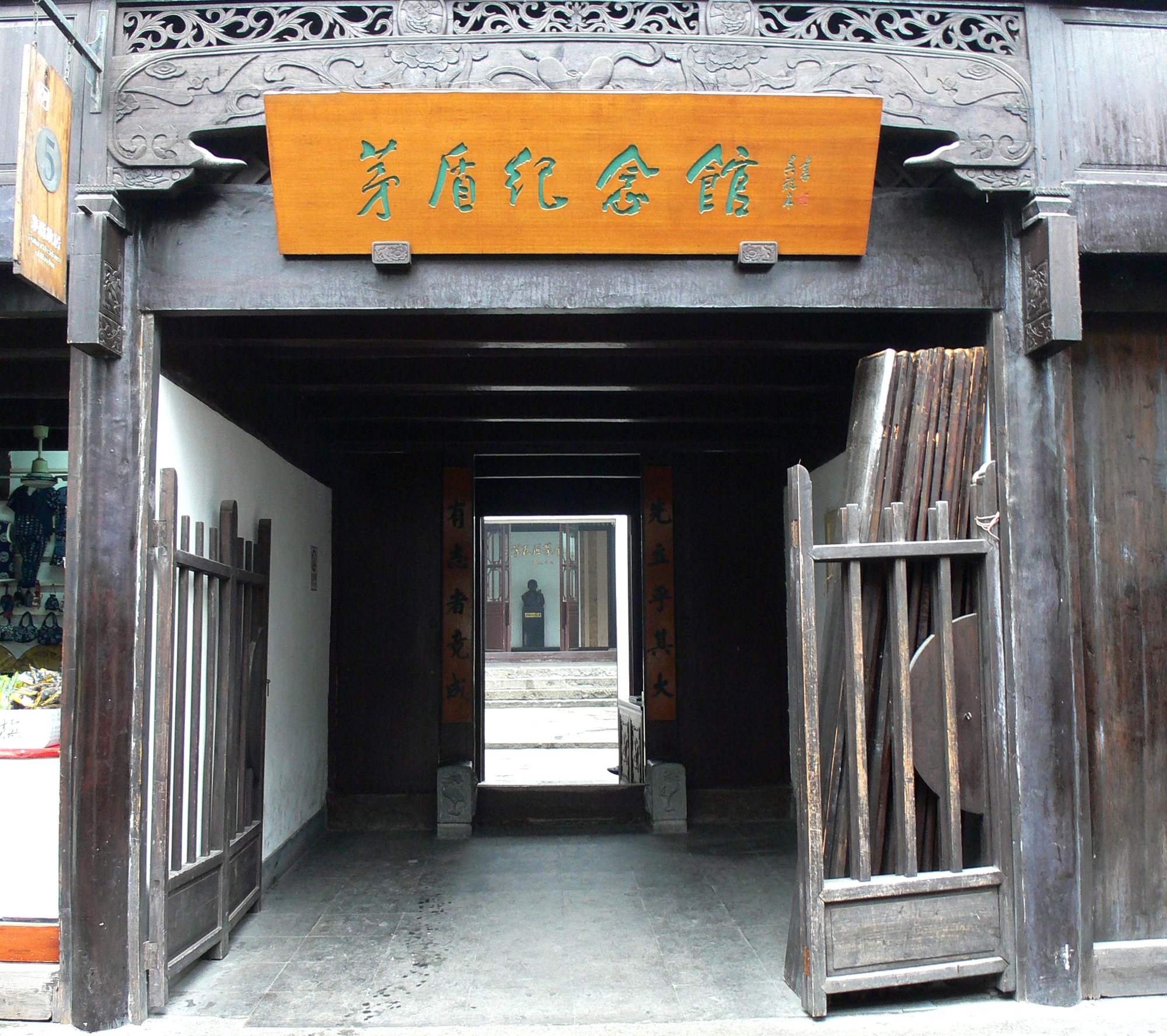
Monumento en recuerdo de Mao Dun en Wuzhen.

En 1949, tras la victoria de los comunistas en la guerra civil, se funda la República Popular China, y Mao Dun se convierte en ministro de cultura, puesto que ocupará hasta 1964, cuando fue relevado de su cargo en medio del caos ideológico del momento. Como tantos otros escritores chinos, Mao Dun fue objeto de críticas durante la Revolución Cultural. Posteriormente sería rehabilitado. Durante sus últimos años dirigió una revista para niños. Falleció en Pekín en 1981.
Mao Dun es uno de los escritores contemporáneos más reconocidos en la República Popular China, donde el máximo galardón literario, concedido anualmente, recibe precisamente el nombre de "Premio literario Maodun".

## Obra

### Ensayos
- Sobre el Arte Literario del Proletariado (論無產階級文藝 / 论无产阶级文艺 Lùn Wúchǎnjiējí Wényì), 1925.

### Relatos
- Trilogía Eclipse (蝕 / 蚀 Shí), 1928, compuesta por los relatos Desvanecerse (幻滅 / 幻灭 Huànmiè), Agitar (動搖 / 动摇 Dòngyáo) y Buscar (追求 Zhuīqiú).
- La Tienda de la Familia Lin (林家鋪子 / 林家铺子 Lín Jiā Pùzi), 1932.
- Los Gusanos de Seda de Primavera (春蠶 / 春蚕 Chūn Cán), 1932.

### Novelas
- Arco Iris (虹 Hóng), 1930.
- Medianoche (子夜 Zǐyè), 1933.